# Astragalus ochrochlorus
Astragalus ochrochlorus là một loài thực vật có hoa trong họ Đậu. Loài này được Boiss. & Hohen. miêu tả khoa học đầu tiên.